# Kanton Briey
Briey is een voormalig kanton van het Franse departement Meurthe-et-Moselle. Het kanton maakte deel uit van het arrondissement Briey. Begin 2015 werd het kanton opgeheven en de gemeenten werden onderdeel van het nieuwe kanton Pays de Briey.

## Gemeenten
Het kanton Briey omvatte de volgende gemeenten:
- Anoux
- Avril
- Les Baroches
- Briey (hoofdplaats)
- Jœuf
- Lantéfontaine
- Lubey
- Mance
- Mancieulles